# Lutz Bornmann
Lutz Bornmann (Alemanya, 1967-) és un sociòleg de la ciència que treballa a la Societat Max Planck de Múnic, Alemanya. És un autor molt citat en els temes que estudia principalment: avaluació per experts, bibliometria i almetrics.
Es va doctorar en sociologia per la Universitat de Kassel (Alemanya) i va començar la seva investigació en cienciometria a principis de la dècada de 2000 al Centre Internacional de Recerca en Educació Superior de Kassel (INCHER-Kassel) i a ETH Zurich (Suïssa) Els seus interessos en investigació se centren en l’avaluació de la recerca. És membre del consell editorial de les revistes Quantitative Science Studies (MIT Press), PLOS ONE (Public Library of Science) i Scientometrics (Springer), a més de membre del consell editorial assessor d’EMBO Reports (grup Nature Publishing). És desenvolupador principal del programa CRExplorer (www.crexplorer.net), que es pot utilitzar per investigar les arrels històriques dels investigadors, els principals temes que tracten i els camps i institucions on desenvolupen la seva activitat.
El 2019 li fou lliurada pel jurat de la International Society for Scientometrics and Informetrics i la revista Scientometrics el màxim guardó en el camp de recerca dels gestors d'informació: la Medalla Derek de Solla Price.